# Newburgh (Maine)
Newburgh – miasto w Stanach Zjednoczonych, w stanie Maine, w hrabstwie Penobscot.